# Smilax obliquata
Smilax obliquata är en enhjärtbladig växtart som beskrevs av Henri-Louis Duhamel du Monceau. Smilax obliquata ingår i släktet Smilax och familjen Smilacaceae.
Artens utbredningsområde är Peru. Inga underarter finns listade.